# Cetățenia Statelor Unite ale Americii

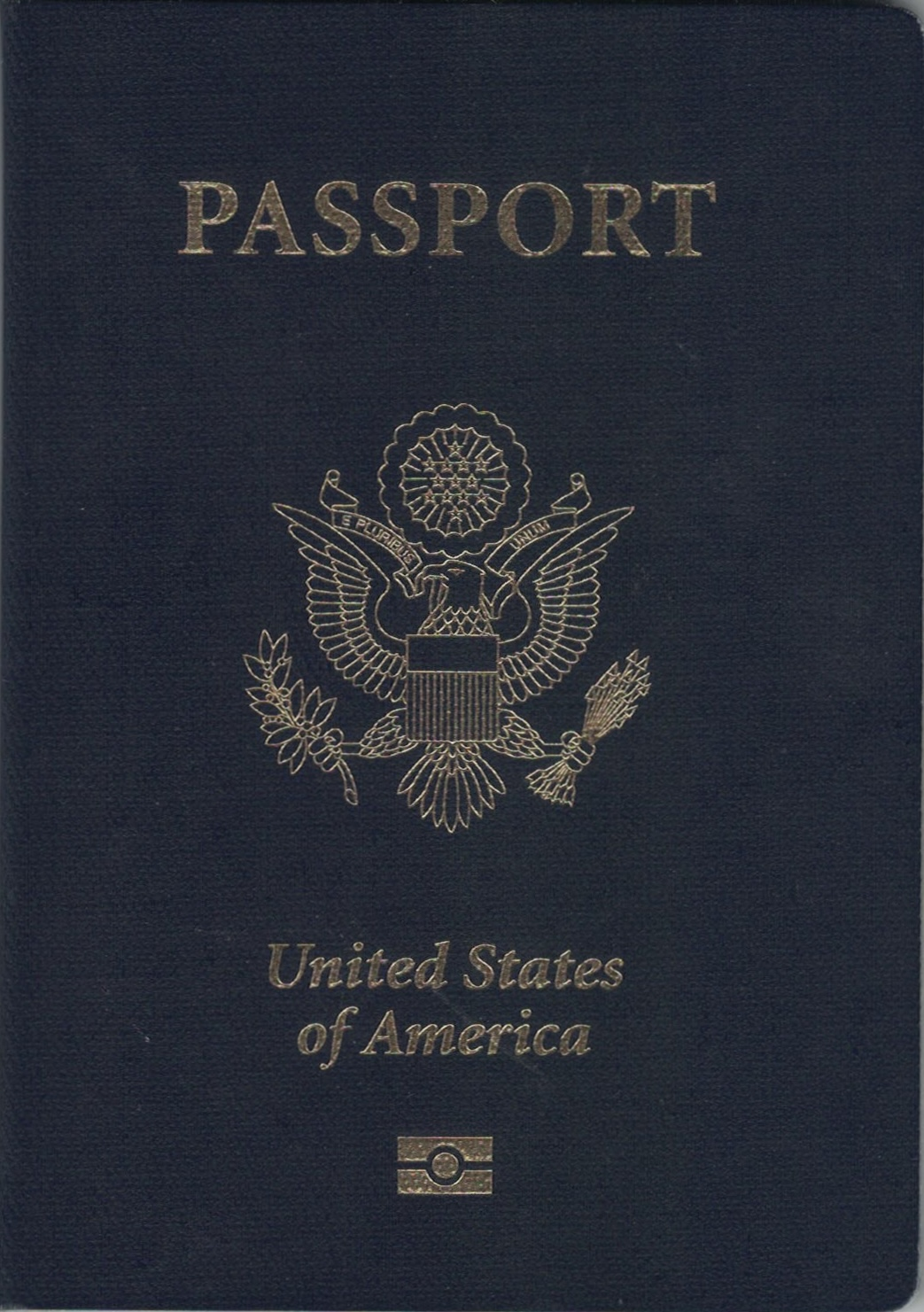
Pașaport american

Cetățenia Statelor Unite ale Americii (sau cetățenia americană) este statutul legal prin care o persoană este recunoscută ca aparținând națiunii americane, având drepturile și obligațiile prevăzute de legislația acestui stat. Cetățenia Statelor Unite ale Americii poate fi dobândită prin nașterea într-unul dintre cele cincizeci de state ale federației sau în teritoriile sale insulare Guam, Puerto Rico și Insulele Virgine (ius soli), prin descendență (ius sangvinis) sau prin naturalizare. Un cetățean american poate renunța benevol la cetățenie sau o poate pierde în anumite condiții, precum în cazurile de trădare împotriva Statelor Unite.
Al XIV-lea amendament la Constituția Statelor Unite ale Americii stipulează în prima secțiune că „Orice persoană născută sau naturalizată în Statele Unite și aflată sub jurisdicția sa este cetățean al Statelor Unite și al statului în care își are rezidența”.